# Jerry Hoyt
Gerald Frederick Hoyt, detto Jerry (Chicago, 29 gennaio 1929 – Oklahoma City, 10 luglio 1955), è stato un pilota automobilistico statunitense.
Prese parte a 4 edizioni della 500 Miglia di Indianapolis tra il 1950 e il 1955. Nella sua ultima partecipazione fece segnare la pole position, ma fu costretto al ritiro durante la corsa a causa di una perdita d'olio.
Morì un mese e mezzo dopo in seguito ad un incidente di gara nella categoria "Sprint Car" a Oklahoma City.
Tra il 1950 e il 1960 la 500 Miglia faceva parte del Campionato Mondiale, e per questo motivo Hoyt ha all'attivo 4 Gran Premi di Formula 1 con una pole position.
Hoyt è stato sepolto presso il cimitero di Crown Hill ad Indianapolis, Indiana.

## Risultati in Formula 1
| 1950 | Scuderia      | Vettura           |  |  |    |  |  |  |  |  |  | Punti | Pos. |
| ---- | ------------- | ----------------- |  |  | -- |  |  |  |  |  |  | ----- | ---- |
| 1950 | Ludson Morris | Kurtis Kraft 2000 |  |  | 21 |  |  |  |  |  |  | 0     |      |

| 1951 | Scuderia   | Vettura |  |    |  |  |  |  |  |  |  | Punti | Pos. |
| ---- | ---------- | ------- |  | -- |  |  |  |  |  |  |  | ----- | ---- |
| 1951 | Pat Clancy | Ewing   |  | NQ |  |  |  |  |  |  |  | 0     |      |

| 1953 | Scuderia  | Vettura           |  |     |  |  |  |  |  |  |  | Punti | Pos. |
| ---- | --------- | ----------------- |  | --- |  |  |  |  |  |  |  | ----- | ---- |
| 1953 | John Zink | Kurtis Kraft 4000 |  | Rit |  |  |  |  |  |  |  | 0     |      |

| 1954 | Scuderia                                                            | Vettura                                                 |  |   |  |  |  |  |  |  |  | Punti | Pos. |
| ---- | ------------------------------------------------------------------- | ------------------------------------------------------- |  | - |  |  |  |  |  |  |  | ----- | ---- |
| 1954 | Ansted Rotary/Hoosier Racing Murrell Belanger Sumar/Chapman Root NQ | Kurtis Kraft 500A Kurtis Kraft Rit Kurtis Kraft 3000 NQ |  | 8 |  |  |  |  |  |  |  | 0     |      |

| 1955 | Scuderia    | Vettura |  |  |     |  |  |  |  |  |  | Punti | Pos. |
| ---- | ----------- | ------- |  |  | --- |  |  |  |  |  |  | ----- | ---- |
| 1955 | Jim Robbins | Stevens |  |  | Rit |  |  |  |  |  |  | 0     |      |

| Legenda | 1º posto     | 2º posto | 3º posto    | A punti         | Senza punti/Non class.  | Grassetto – Pole position Corsivo – Giro più veloce |
| Legenda | Squalificato | Ritirato | Non partito | Non qualificato | Solo prove/Terzo pilota | Grassetto – Pole position Corsivo – Giro più veloce |